# Colegio de los Padres Jesuitas
El Colegio de los Padres Jesuitas fue un centro de educación católico de la Compañía de Jesús en Río de Janeiro, Brasil, que existió durante la época colonial. 
En 1567, tras la expulsión definitiva de los franceses de la región de la bahía Guanabara, la villa fundada en 1565 por Estácio de Sá a los pies del morro Cara de Cão fue transferida a la cima del Morro do Castelo, cuya posición estratégica posibilitaba un mayor control sobre el territorio. En el nuevo asentamiento de São Sebastião de Río de Janeiro, el padre Manuel da Nóbrega, líder de la primera misión jesuita en llegar a América, fundó el Colegio de los Padres Jesuitas, dedicado sobre todo a catequizar a los indios nativos y, hacia 1730, se instalaría también un observatorio astronómico, antecesor del actual Observatorio Nacional.
Con la expulsión de los jesuitas del Imperio portugués por el marqués de Pombal en 1759, las instalaciones del colegio pasaron a albergar el Hospital Militar de la Corte y, en 1808, D. João VI y Correia Picanço, fundaron en el hospital lo que hoy es la Facultad de Medicina de Río de Janeiro, una de las primeras instituciones de enseñanza superior del Brasil.
En 1922, para abrir espacio para el montaje de la Exposición Internacional del Centenario de la Independencia, el Morro do Castelo fue arrasado y el antiguo edificio del colegio y su iglesia fueron demolidos. Los elementos remanentes del antiguo colegio del Morro do Castelo se encuentran hoy en el Colegio Santo Inácio del barrio de Botafogo, institución heredera directa del legado jesuita en Río de Janeiro instituição herdeira direta do legado jesuíta no Rio de Janeiro.

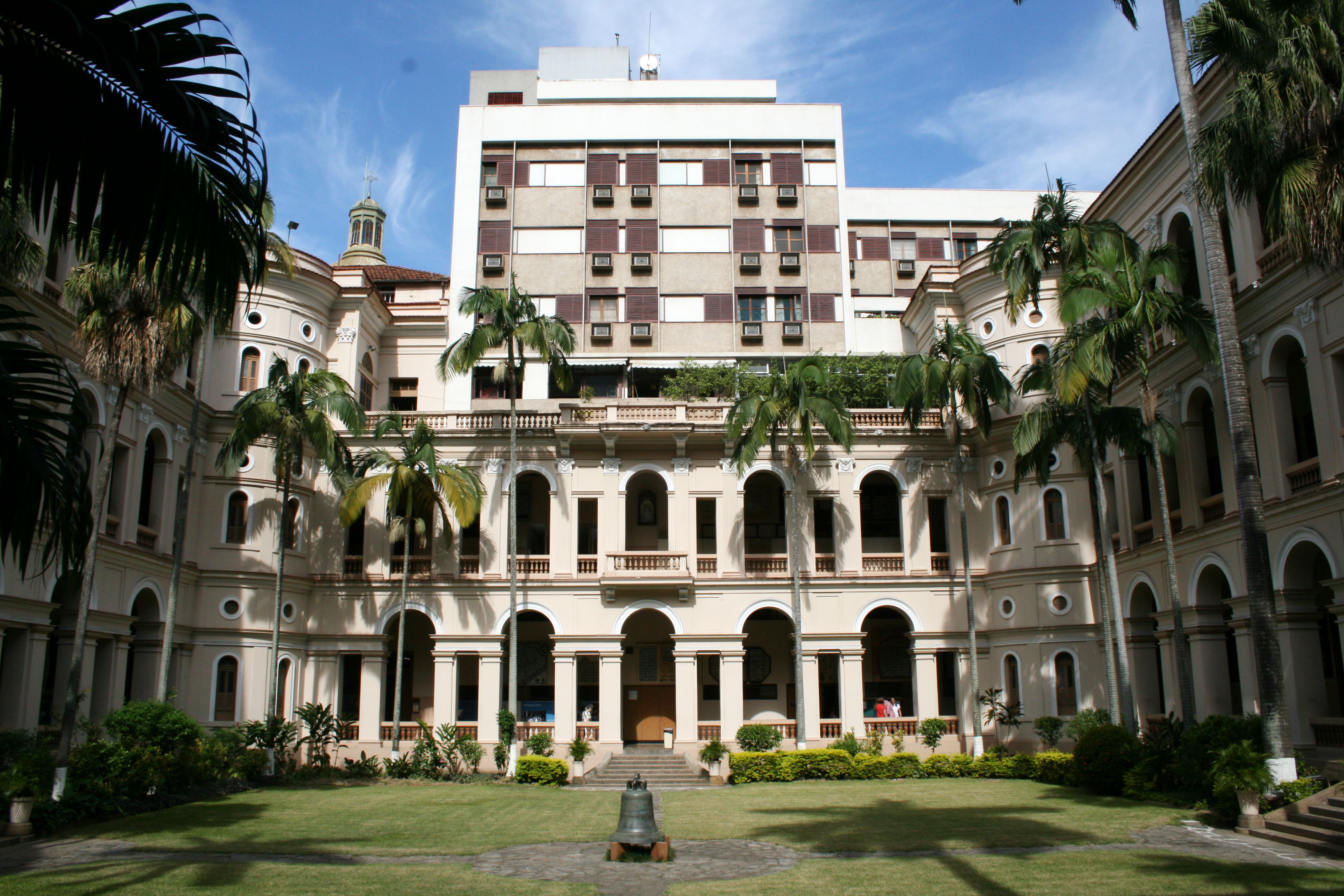
Patio con la antigua campana de la iglesia en el actual Colegio Santo Inácio.